# Puente de Brooklyn
El puente de Brooklyn (conocido inicialmente como puente de Nueva York y Brooklyn) une los distritos de Manhattan y Brooklyn en la ciudad de Nueva York, Estados Unidos. Se construyó entre 1870 y 1883, y en el momento de su inauguración era el puente colgante más grande del mundo (mide 1825 metros de largo, y la luz entre pilares es de 486,3 metros), récord de luz hasta que en 1889 se construye el puente de Forth, en Escocia, con una luz máxima de 521 m. También fue el primero suspendido mediante cables de acero. Desde entonces, se ha convertido en uno de los símbolos más reconocibles de Nueva York.
Es un emblema de la ingeniería del siglo XIX por lo innovador que fue en aquel entonces el uso del acero como material constructivo a gran escala. Actualmente todavía se encuentra en uso. La figura del puente se utiliza en fotografías tipo skyline (tipo perfil urbano u horizonte) para representar a la ciudad de Nueva York.
El 12 de abril de 2017, el parque fue incluido en la Lista indicativa de Estados Unidos, los bienes que el país remite a la UNESCO al considerarlos candidatos a ser declarados Patrimonio de la Humanidad.

## Historia
El puente lo diseñó una firma de ingenieros propiedad de John Augustus Roebling, de Trenton (Nueva Jersey). Roebling y su firma habían construido anteriormente puentes colgantes más pequeños, como el acueducto de Delaware en Lackawaxen (Pensilvania), el puente colgante de Cincinnati (Ohio) y el puente colgante de Waco (Texas), que sirvió como prototipo para el proyecto final del Puente de Brooklyn.
Durante el proceso de construcción, Roebling se fracturó gravemente un pie cuando un ferry chocó contra un muelle; pocas semanas más tarde, murió de tétanos a causa de la amputación de los dedos del pie. Su hijo, Washington Roebling, le sucedió en el cargo, pero sufrió una enfermedad causada por su trabajo en los pozos de cimentación, el síndrome de descompresión o "enfermedad de los buzos". La esposa de Washington, Emily Warren Roebling, se convirtió en su ayudante, aprendiendo ingeniería y comunicando las instrucciones de su marido a los ayudantes sobre el terreno. Cuando el puente se abrió al público, ella fue la primera persona en cruzarlo. Su marido, en cambio, raras veces visitó su obra, ya que vivía en Trenton (Nueva Jersey) durante el proceso de construcción.
La construcción del puente de Brooklyn comenzó el 3 de enero de 1870, y concluyó trece años más tarde, el 24 de mayo de 1883. El primer día lo cruzaron más de 1800 vehículos y 150 000 personas. En su construcción se gastaron 15,1 millones de dólares y murieron 27 personas.

## Características

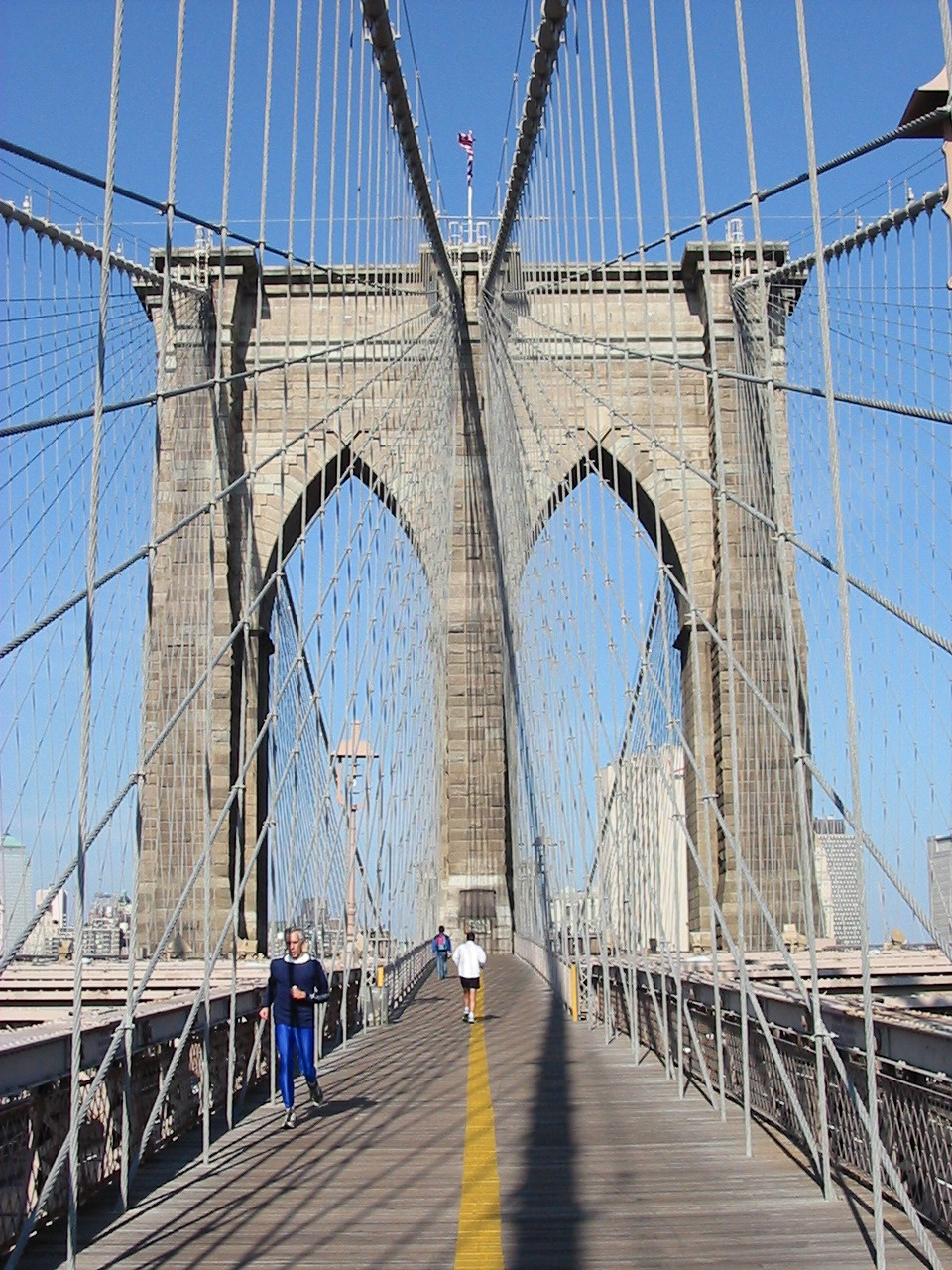
Arcos y cableado del Puente de Brooklyn.

El puente está construido con piedra caliza, granito y cemento. Su estilo arquitectónico es neogótico, con sus característicos arcos apuntados en las dos torres laterales.
Pese a que en la época en que se construyó no se realizaban pruebas de aerodinámica a los puentes (esta técnica solo comenzó a emplearse en los años cincuenta del siglo XX), la estructura abierta del puente evitó que hubiera problemas de estabilidad debido al viento. Además, Roebling había calculado que con los soportes de cable metálico el puente era seis veces más resistente de lo estrictamente necesario, lo que explica que todavía se mantenga en pie cuando gran parte de los puentes colgantes construidos en la misma época no se mantienen. Por otra parte, durante la construcción se descubrió que J. Lloyd Haigh, encargado de proporcionar el cable para el puente, había sustituido el elegido originalmente por otro de inferior calidad. Cuando se descubrió el trueque, era demasiado tarde para desmontar la parte ya construida, con lo cual su resistencia se redujo, según los cálculos de Roebling, a solo cuatro veces la estrictamente necesaria.
En el momento de su inauguración, el puente de Brooklyn era el puente colgante más largo del mundo (un 50% más largo que ninguno construido anteriormente). Además, durante muchos años las torres que lo sostienen a ambos lados fueron las estructuras más altas del hemisferio occidental. Actualmente, el puente dispone de seis carriles para vehículos (excepto camiones y autobuses), y una pasarela independiente para bicicletas y peatones. Desde los años 1980 está iluminado por las noches para acentuar su silueta.

## Justificación del puente de Brooklyn
El puente de Brooklyn es una obra de ingeniería de carácter de infraestructura, cuya principal función es la de unir por vía terrestre la isla de Manhattan con la zona de Brooklyn, debido a la creciente demanda de las personas que viven allí, y necesitan desplazarse a sus trabajos en Manhattan. Anteriormente, este recorrido era hecho en ferry a través del río Este. Este trayecto muchas veces era peligroso, debido a la gran velocidad del río, y el clima cambiante de la ciudad debido a sus cuatro estaciones. Además el viaje siempre se hacía un poco largo y tedioso, por lo cual la municipalidad de Nueva York decidió ejecutar la construcción de esta estructura.

## Contexto

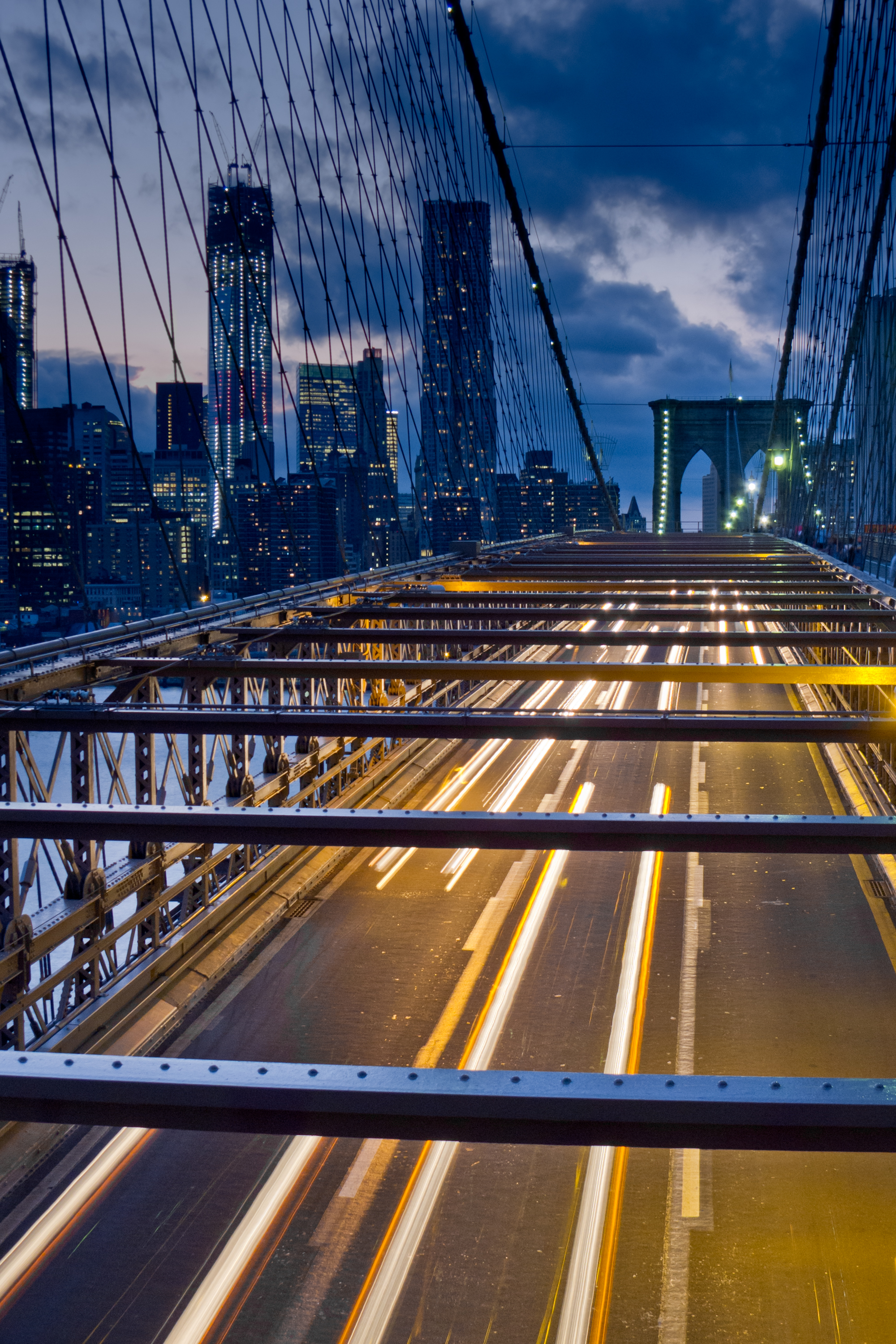
El puente de Brooklyn con el One World Trade Center y el edificio del 8 Spruce Street, Nueva York, Estados Unidos.

El puente de Brooklyn es más que un puente que cruza el East River; es todo un símbolo de la ciudad de Nueva York que además marcó un hito en la historia al utilizar por primera vez en este tipo de construcciones el acero y por ser durante 20 años el puente colgante más largo del mundo.
Cuando en 1852 el ingeniero y propietario de una compañía metalúrgica llamado John Augustus Roebling no pudo llegar a Brooklyn con el Atlantic Avenue-Fulton Street Ferry debido al hielo que cubría el río, ideó la solución con la construcción de un puente. Tres años más tarde ya había desarrollado el proyecto que él mismo denominaría como una grandiosa obra de arte.
La idea de Roebling fue recibida con entusiasmo por los gobernantes de Manhattan y Brooklyn, por entonces ciudades independientes, pero el apoyo económico lo encontró en William C. Kingsley, que, debido a sus influencias políticas, presionó para que una empresa privada pudiera construir y administrar la construcción de un puente que uniera las dos ciudades. En 1867 se funda la New York Bridge Company, que sería la encargada de administrar los fondos públicos de las ciudades de Nueva York y Brooklyn para la construcción y mantenimiento del puente.
El 1 de junio de 1869 se aprueba el diseño del puente, pero cinco días después Roebling sufre un accidente cuando un trasbordador que entraba en el muelle de Brooklyn aplasta su pie. A pesar de la amputación de la extremidad, murió a causa del tétano. Su hijo, Washington, se hizo cargo del proyecto, y el 3 de enero de 1870 se inicia la construcción.
Las obras desde su inicio fueron muy duras. Se recurrió a 600 obreros inmigrantes que tuvieron que trabajar en condiciones miserables y peligrosas. Para la excavación del terreno por debajo del río, donde se construirían arcones neumáticos, se utilizó dinamita. Los continuos accidentes y el aeroembolismo, enfermedad ocasionada por los cambios de presión en el agua, provocó la muerte de 20 obreros. El mismo Washington sufrió los efectos de dicha enfermedad y quedó postrado en la cama. A través de la ventana de su apartamento en Brooklyn, supervisó y dirigió las obras gracias a la ayuda de su mujer, Emily, quien daba las órdenes pertinentes a ingenieros y constructores.
En agosto de 1876, las orillas de Manhattan y Brooklyn son unidas por primera vez a través de un cable de acero. Para demostrar su resistencia, el maestro mecánico E. F. Farrington cruzó el East River deslizándose por el cable montado en una silla. En febrero de 1877 se finalizaría la construcción de las torres de anclaje y los pilares que quedarían unidos de forma provisional a través de una pasarela peatonal. Los dos pilares, de estilo gótico con doble arcada y una altura de 84 metros, solo eran superados por la torre de la Trinity Church, en Wall Street.
Hasta ese momento, el cable de acero solo se había empleado en la construcción de ferrocarriles, pero no en estructuras como la de los puentes, en los que se había utilizado el hierro. Los cuatro cables de acero encargados de sujetar la plataforma del puente unen las torres de anclaje en cada orilla del río con los pilares. Cada cable tiene un diámetro de 40 centímetros y está compuesto por 19 hilos de acero. En octubre de 1878 se completa la instalación de los cables principales y se procede a instalar los cables de suspensión y las vigas de la plataforma del puente. En total, más de 23 000 kilómetros de cable de suspensión sujetan el puente.
En origen el puente estaba diseñado para albergar en los extremos dos calzadas de doble vía para carruajes y caballería, dos vías de tranvía en el centro y una plataforma peatonal elevada. El tramo principal del puente, que une los dos pilares, tiene una longitud de 486 metros y una anchura de 26 metros.
A comienzos de 1883 termina la construcción del puente. En total había costado 15.1 millones de dólares, duplicándose el presupuesto inicial. El 23 de mayo de 1883, el presidente Chester Arthur y el gobernador Grover Cleveland lo inauguraron oficialmente. El peaje para cruzarlo se estableció en un centavo.

## Emplazamiento
El sentido del puente es NO – SE (noroeste – sureste), y busca hacer una perpendicularidad en su base con respecto al río, para evitar la mayor erosión posible a causa de la fuerza de tracción producida por el río. Su emplazamiento también tiene en cuenta buscar el ángulo adecuado que generara la distancia más corta entre ambas orillas.

## Trazado
La principal razón de su trazado fue la búsqueda de un punto de interconexión en la zona sur de Manhattan con Brooklyn, por lo que se optó por buscar una línea recta que uniera ambas zonas. Para esto, se usó la tecnología disponible en esa época (teodolito – instrumento de tránsito, como también niveles de precisión).

## Excavación
Las dos torres fueron construidas a cada lado del río, y en ambas orillas se encontró roca. La roca a atravesar en las zanjas de Manhattan y Brooklyn era una combinación de esquistos, gneis y granito, con resistencias a compresión simple de 80 a 200 MPa y dos fallas.
La roca de Manhattan tiene un historial estructural complejo, debido a varias fases de deformación superpuestas. Estos procesos determinaron la aparición de una masa de roca intensamente plegada y localmente cizallada, totalmente recristalizada y con zonas de fundición. La fase de plegado más importante se representa por los pliegues asimétricos y los asociados que definen la estructura regional de Manhattan.
Las discontinuidades de la masa de roca aparecen como materiales metamórficos y juntas provocadas por la actividad tectónica y el proceso de granitización. La foliación, las discontinuidades de la foliación y otras discontinuidades presentan una gran variación de tamaños, típica para este tipo de roca que ha soportado episodios tectónicos mayores como los procesos de plegado, roturas con formación de fallas e intrusiones. La existencia de cuatro familias dominantes de juntas en la zona de proyecto ha sido confirmada por la cartografía geológica de la roca y por sondeos dirigidos.

## Fundaciones (cimentaciones)
Las basamentas son sólidas estructuras cúbicas de mampostería de piedra, que miden 119 por 132 metros en la base, elevándose hasta unos 27 m por encima del nivel del agua. Su peso es de aproximadamente 60 000 toneladas cada una, que se utiliza para resistir la tracción de los cables.
Los anclajes extremos distan 283 m de las torres, naciendo desde abajo, desde las riberas del río. A medida que avanzan hacia las torres, las catenarias principales van elevándose de forma elegante hasta alcanzar la coronación de las torres, a 84 m de altura. En el vano entre las dos torres, la curva de las catenarias puede asemejarse, a mayor grandeza, con la forma invertida del arco iris.

## Estructura
El puente de Brooklyn es un icono cultural altamente reconocible; era el sueño de John A. Roebling, el inventor del cable de alambre y un ingeniero constructor de puentes. El prototipo del puente atirantado o colgante, diseñado en 1867, era una estructura similar, aunque más pequeña sobre el río Ohio en Cincinnati. Las estupendas torres góticas se construyeron completamente de granito. La plataforma de tránsito cuelga de alambres retorcidos de acero con un diámetro de 5 centímetros amarrados a partir de dos grandes pares de cables, las llamadas catenarias, de 65 centímetros de diámetro. Cada cable se compone de 5296 alambres de acero (la longitud total usada de alambre es 23 106 m). Cada uno de los cuatro cables es capaz de sostener una carga viva de 12 000 toneladas.

## Pavimento
El puente consta de seis carriles (tres en cada sentido) hechos de cemento rígido. Estos cumplen las especificaciones estándar de 3.30 metros de ancho. Además, existe un nivel superior que es usado para el tráfico de peatones y bicicletas.

## Movilidad
Tiene un tráfico diario en promedio de 145 000 vehículos, y actualmente es una de las múltiples vías de acceso por el río Este. El tráfico está restringido, debido a que la altura máxima es de 10 pies (3,40 metros).

## El puente de Brooklyn en cifras
- Tipo de puente: Mixto colgante/atirantado
- Inicio de la construcción: 3 de enero de 1870
- Abierto al tráfico: 24 de mayo de 1883
- Largo de la luz principal: 1,595 pies, 6 pulgadas
- Largo de las luces secundarias: 930 pies
- Largo, de orilla a orilla: 3,455 pies, 6 pulgadas
- Largo total del puente y aproximaciones: 6,016 pies
- Ancho del puente: 26 m
- Número de carriles: 6 carriles
- Número de cables: 4 cables
- Altura de las torres: 276 pies, 6 pulgadas
- Altura de los carriles hasta el agua: 135 pies
- Largo de cada uno de los 4 cables: 3,578 pies, 6 pulgadas
- Diámetro de cada cable: 15 ¾ pulgadas
- Número de alambres en cada cable: 5,434 alambres
- Longitud total de los cables: 14,060 millas
- Volumen total de las torres: 85,159 yardas cúbicas
- Peso de la estructura suspendida: 6,620 toneladas
- Peso total del puente: 14,680 toneladas
- Coste original de puente: $15,100,000

## El puente de Brooklyn en la cultura popular

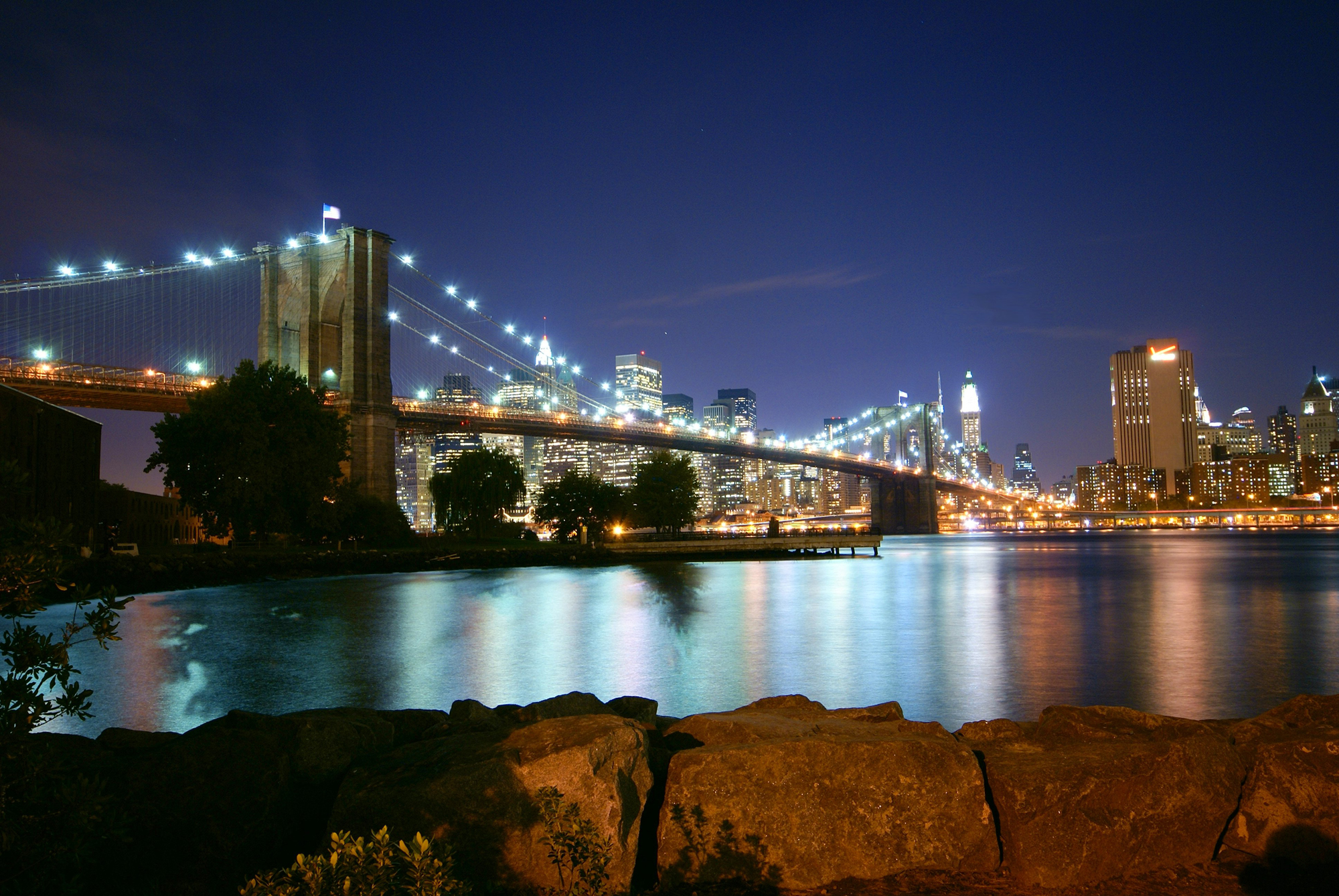
Vista nocturna del puente de Brooklyn.

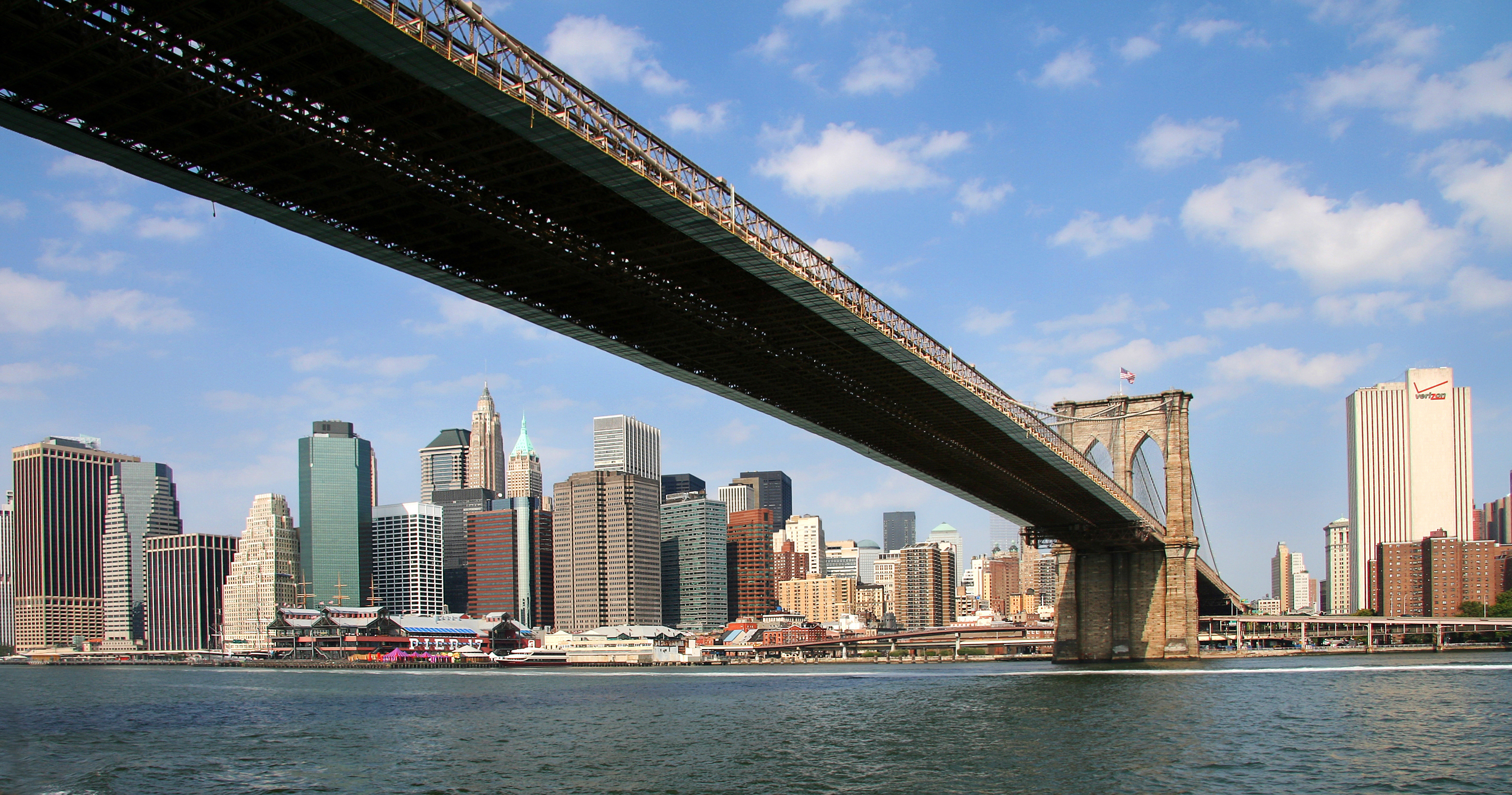
El puente visto desde Brooklyn.

El puente de Brooklyn se ha convertido en una imagen habitual en distintas formas de cultura popular, desde los cómics al cine y la televisión.

### Literatura
- José Martí publicó en 1883 un artículo denominado El puente de Brooklyn, en el periódico La América, sobre la inauguración del puente. Este artículo fue más tarde incluido en su libro Escenas norteamericanas, recopilado por su albacea Gonzalo de Quesada y Aróstegui. En el artículo se destacan las comparaciones metafóricas entre ciertos animales (como la serpiente) y la estructura metálica del puente.

- El poeta modernista estadounidense Hart Crane utilizó el puente de Brooklyn como metáfora central y como estructura organizadora de su segundo libro y el más importante en materia de poesía, El puente. Este libro toma la forma de un poema largo que abarca ocho partes, comenzando con una oda (Proemio: Para el puente de Brooklyn) y terminando con una visión transfigurada del puente como símbolo unificador de América ("Atlantis"). Crane vivió brevemente en un apartamento con vistas al puente, que, más tarde se enteró, una vez albergó a Washington Roebling, el constructor del puente de Brooklyn y el hijo de su arquitecto, John A. Roebling.
- Federico García Lorca incluyó en su Poeta en Nueva York una pieza extraordinaria titulada Ciudad sin sueño (Nocturno del Brooklyn Bridge).
- En la segunda temporada de la serie de TV La edad dorada, se trata la construcción del puente y el reconocimiento al trabajo de la Sra. Roebling, especialmente en el capítulo 5: «Al alcance de la mano».

## Galería de imágenes

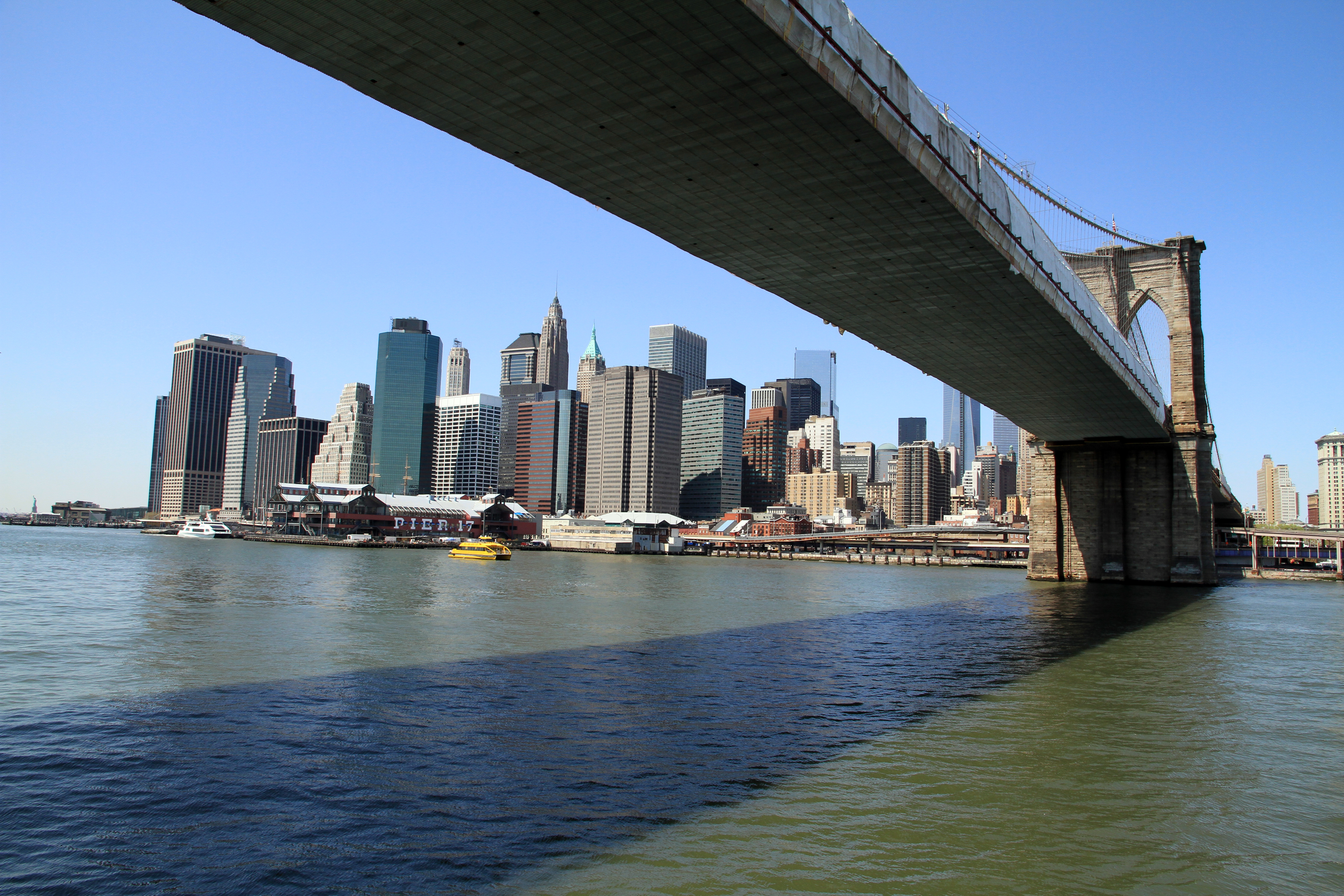
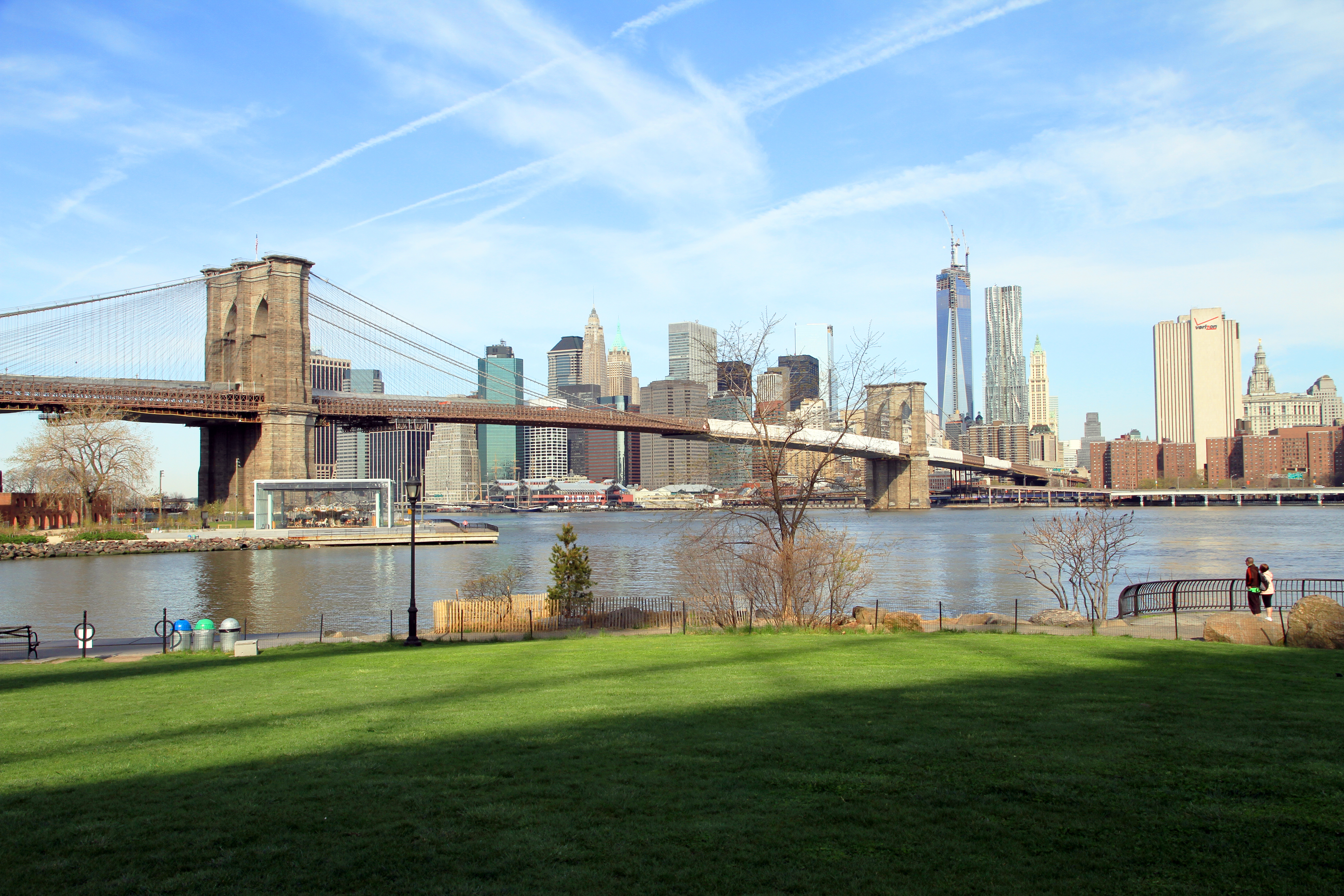
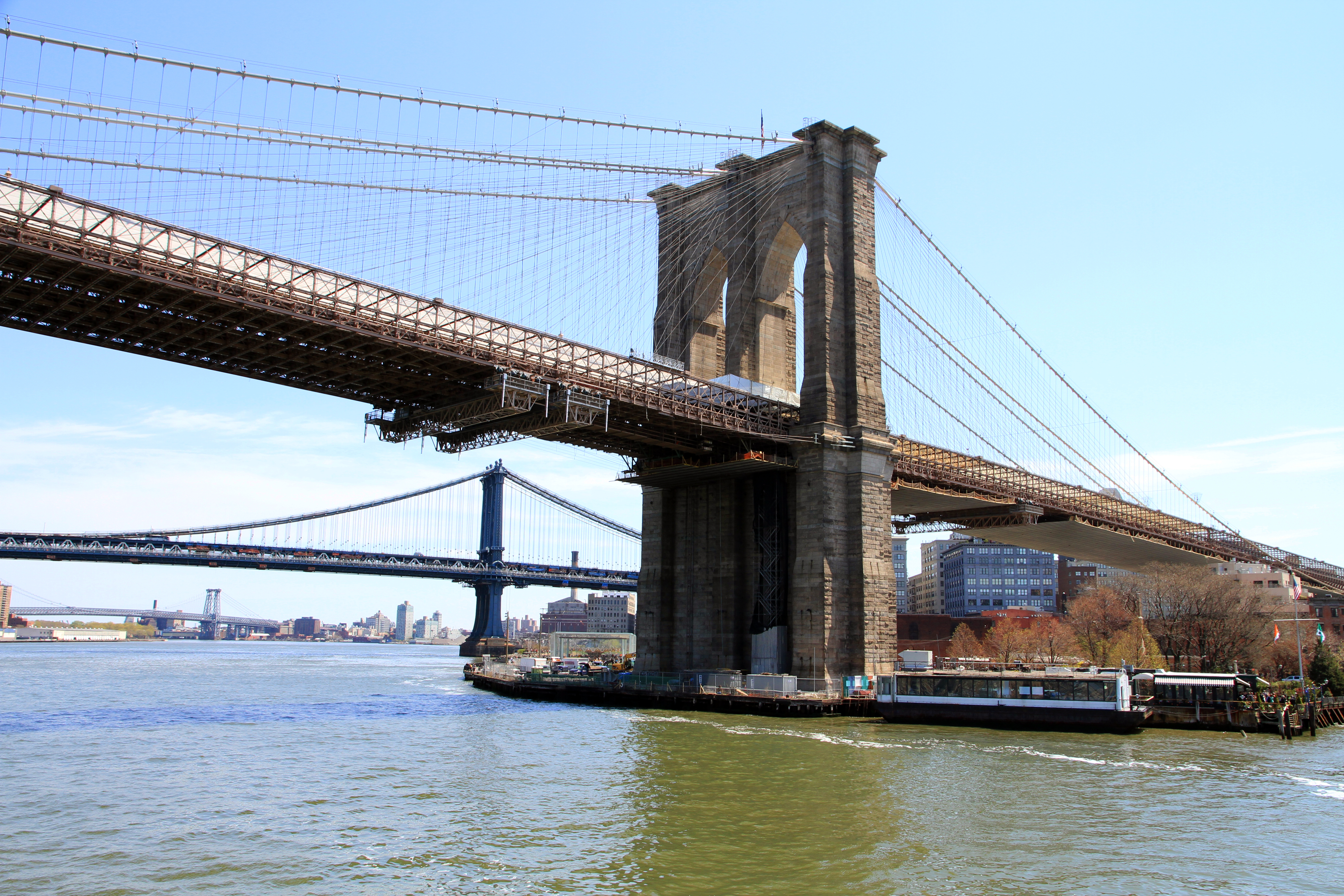
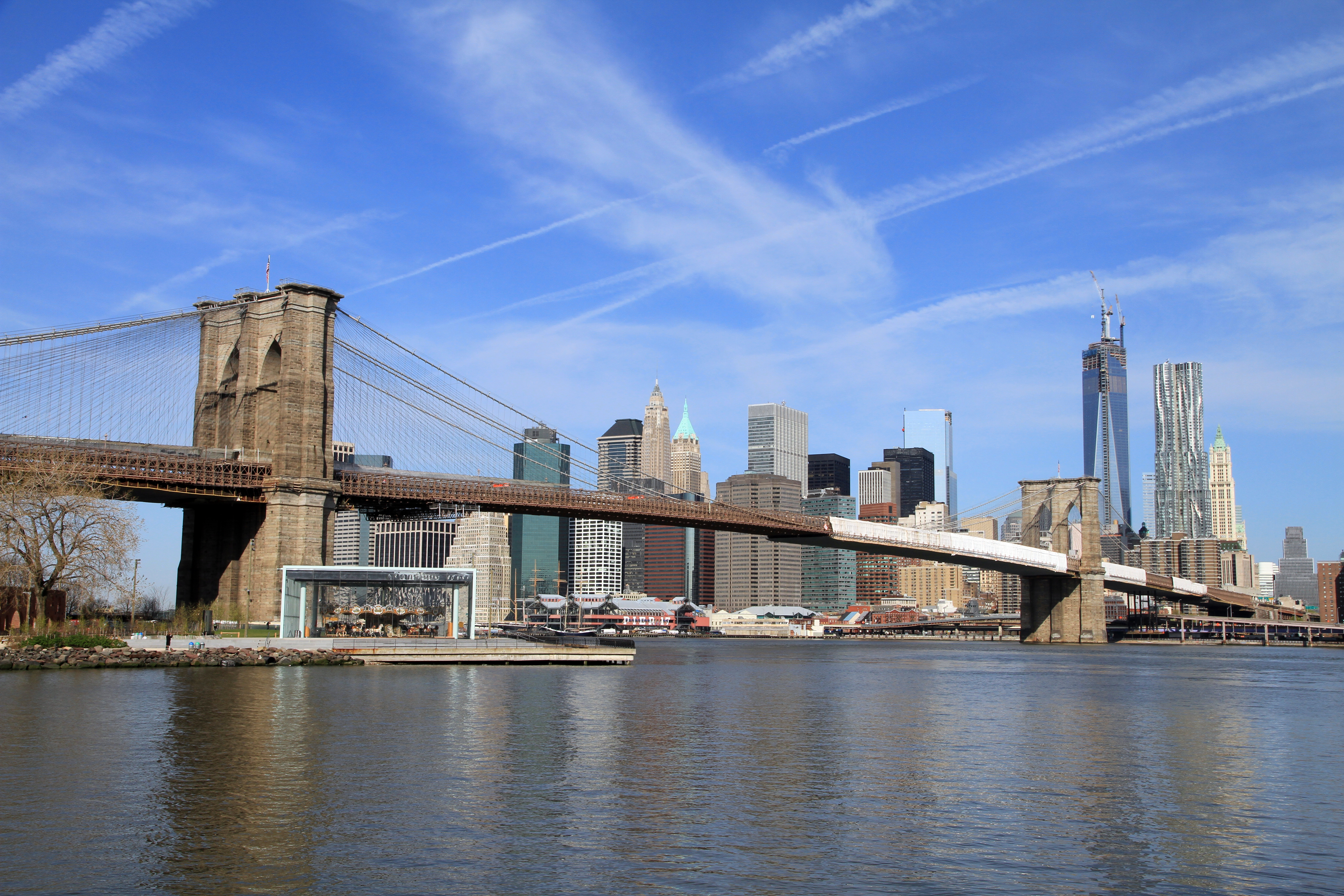
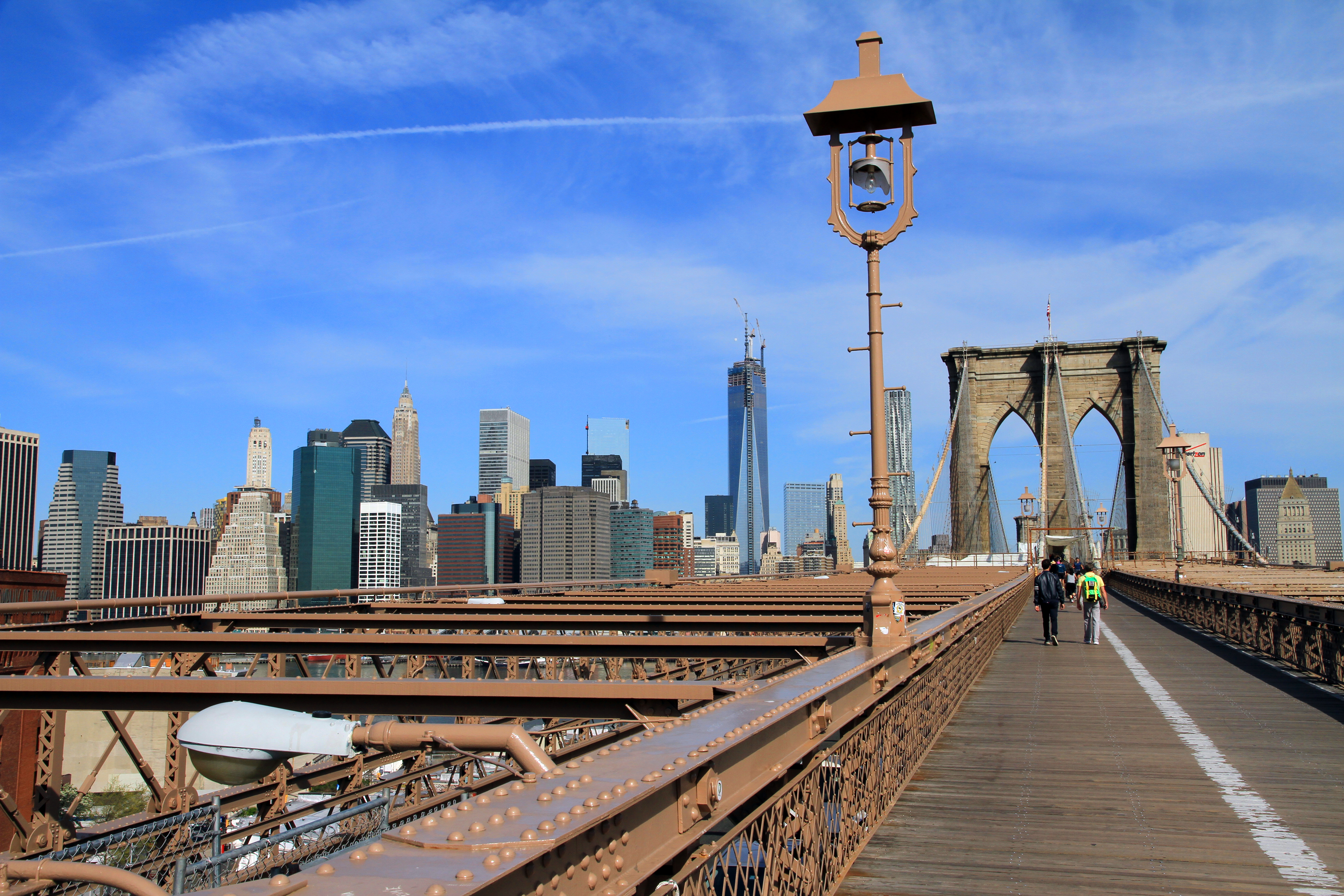
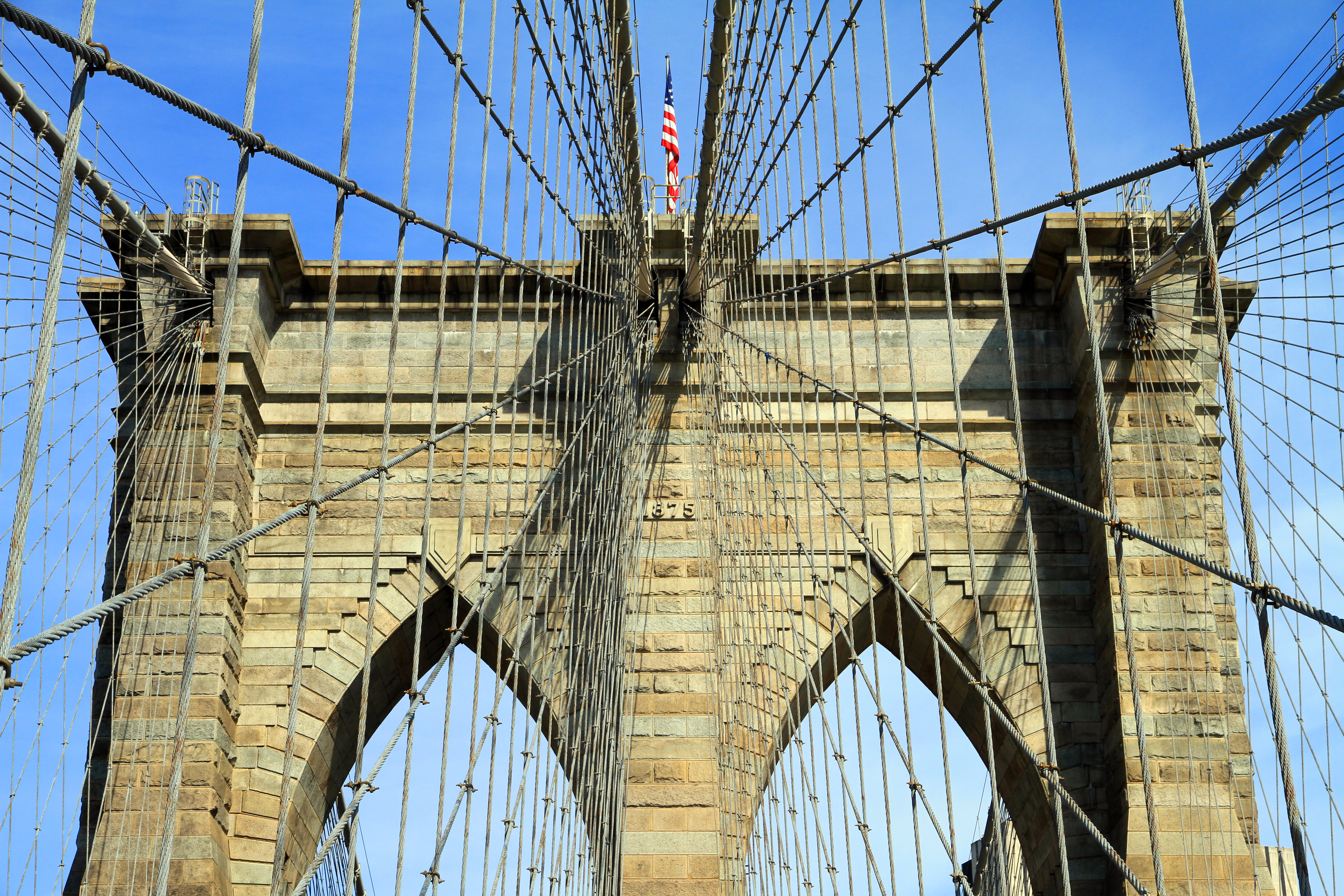
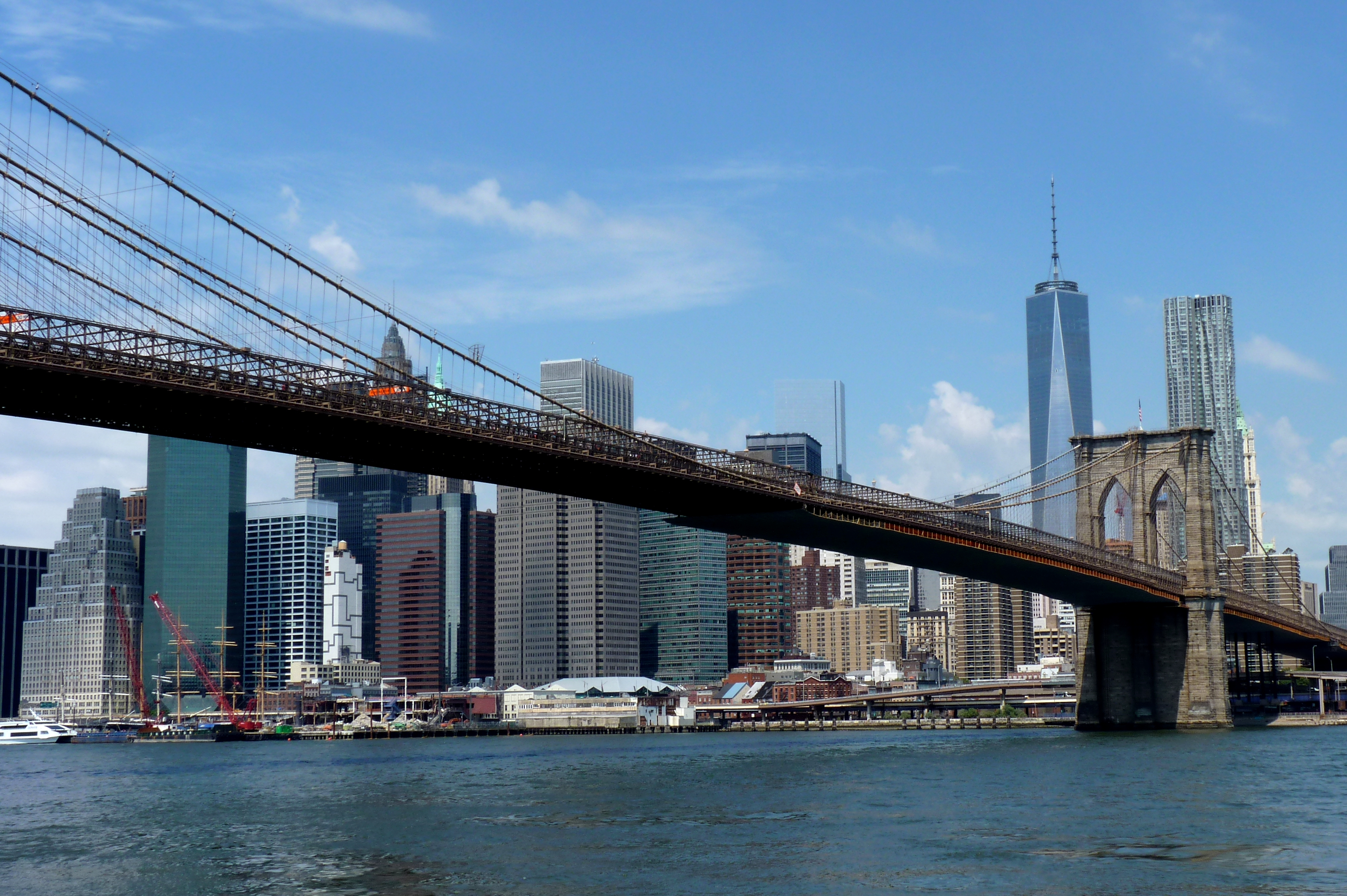

| Predecesor: Puente Colgante John A. Roebling (Cincinnati, USA) | Puente con el vano más largo del mundo 1883-1903 | Sucesor: Puente de Williamsburg (Ciudad de Nueva York, NY) |